# Dante Morandi
Dante Morandi (Raggioli di Pelago, 24 febbraio 1958) è un ex ciclista su strada e pistard italiano.
Professionista dal 1979 al 1988, conta una vittoria di tappa al Giro d'Italia 1980.

## Carriera
Tra i risultati personali di maggior rilievo, il terzo posto alla Tirreno-Adriatico del 1980 e quello nella Milano-Torino del 1985. Buoni anche i suoi risultati al Giro d'Italia, in cui vinse una tappa nel 1980, sua unica vittoria da professionista, e qualche piazzamento nel 1981, secondo nella tappa di Ferrara e terzo in quella di Mantova.

## Palmarès
- 1976 (dilettanti)

Coppa Ciufenna
- 1977 (dilettanti)

Gran Premio Comune di Cerreto Guidi
- 1978 (dilettanti)

Gran Premio Vivaisti Cenaiesi
Coppa Caduti Sant'Allucci
- 1980 (Hoonved-Bottecchia, una vittoria)

4ª tappa Giro d'Italia (Parma > Marina di Pisa)

## Piazzamenti

### Grandi giri
- Giro d'Italia

1979: 76º
1980: 78º
1981: ritirato
1982: 94º
1983: 138º
1986: 140º
1987: 133º
1988: 125º

### Classiche
- Milano-Sanremo

1979: 95º
1980: 90º
1981: 50º
1982: 39º
1985: 91º

### Competizioni mondiali
- Campionati del mondo su pista

Besançon 1980 - Corsa a punti: 8º